# Nabesna (Alaska)
Pour les articles homonymes, voir Nabesna.
Nabesna est une localité d'Alaska aux États-Unis, faisant partie de la Région de recensement de Valdez-Cordova. Elle est située dans la partie nord du Parc national de Wrangell–Saint-Élie et s'étend le long d'une piste, la Nabesna road, qui rejoint la Tok Cut-Off à Slana. Elle est à 900 mètres d'altitude.
Elle se trouve à la base de White Mountain, dans les Montagnes Wrangell le long de la rivière Nabesna.

## Démographie
| 1980 | 1990 | 2000 | 2010 | - | - |
| ---- | ---- | ---- | ---- | - | - |
| 54   | 23   | 28   | 5    | - | - |